# 卡普斯京西基利斯
49°44′21″N 25°46′40″E / 49.73917°N 25.77778°E
卡普斯京西基利斯（烏克蘭語：Капустинський Ліс），是烏克蘭的村落，位於該國西部捷爾諾波爾州，由捷尔诺波尔区負責管轄，始建於1870年，面積0.02平方公里，2001年人口42，人口密度每平方公里2,210.5人。